# طواف أنطاليا 2024
طواف أنطاليا 2024 هو سباق دراجات هوائية، وهو الموسم الخامس من طواف أنطاليا، وأقيم خلال الفترة من 8 فبراير 2024، وحتى 11 فبراير 2024.
فاز بالمركز الأول وفي تصنيف الجبال Davide Piganzoli ‏، وفاز بالمركز الثاني Alessandro Pinarello ‏، وفاز بالمركز الثالث Edoardo Zambanini ‏، وفاز في ترتيب النقاط Giovanni Lonardi ‏، وفاز في ترتيب الفرق فريق Q36.5 موسم 2024 ‏.

## الفرق
| فرق عالمية (2)- Alpecin-Deceuninck - Bahrain Victorious فرق برو (9)- بنجوال باوليز ساوكس دبليو بي ‏ - فريق Q36.5 موسم 2024 ‏ - Unibet Tietema Rockets ‏ - Team Solution Tech–Vini Fantini ‏ - تيم نوفو نورديسك ‏ - إيولو كوميت ‏ - سويس ريسينغ أكادمي 2024 ‏ - أونو-إكس موبيليتي ‏ - VF Group-Bardiani CSF-Faizané فرق قارية (14)- أدريا موبيل 2024 ‏ - Istanbul Büyükșehir Belediye Spor Türkiye ‏ - بايك أيد 2024 ‏ - China Glory–Mentech Continental Cycling Team ‏ - Kinan Racing Team ‏ - Konya Büyükşehir Belediye Spor‏ - Sauerland NRW-SKS Germany ‏ - Sabgal–Anicolor ‏ - Sakarya BB Pro Team ‏ - فريق سبور توتو للدراجات 2024 ‏ - سوبرانو هام ايزوريكس 2024 ‏ - OU7 Cycling Team ‏ - فريق فورارلبرغ 2024 ‏ - تيرينجانو سايكلنج تيم ‏ |  |
| |  |

## المراحل
| قائمة المراحل | قائمة المراحل | قائمة المراحل           | قائمة المراحل | قائمة المراحل | قائمة المراحل | قائمة المراحل       | قائمة المراحل     |
| المرحلة       | التاريخ       | الدورة                  |               | المسافة (كم)  | الارتفاع      | الفائز بالمرحلة     | القائد العام      |
| ------------- | ------------- | ----------------------- | ------------- | ------------- | ------------- | ------------------- | ----------------- |
| المرحلة 1     | 8 فبراير      | Side, Turkey ‏ – أنطالية | مرحلة مستوية  | 135           | 448 م         | تيموثي دوبونت       | تيموثي دوبونت     |
| المرحلة 2     | 9 فبراير      | Demre ‏ – أنطالية        | مرحلة التلال  | 140٫5         | 2٬420 م       | Matevž Govekar ‏     | Giovanni Lonardi ‏ |
| المرحلة 3     | 10 فبراير     | كيمير – Tahtalı Dağı ‏   | مرحلة جبلية   | 133٫4         | 3٬084 م       | Davide Piganzoli ‏   | Davide Piganzoli ‏ |
| المرحلة 4     | 11 فبراير     | أنطالية – أنطالية       | مرحلة التلال  | 183٫9         | 2٬085 م       | Hartthijs de Vries ‏ | Davide Piganzoli ‏ |

## النتيجة

### مرحلة 1
هي مرحلة مستوية، أقيمت في 8 فبراير 2024، وامتدّت لمسافة 135 كيلومتر. فاز بالمركز الأول، وتصدر ترتيب النقاط والترتيب العام في نهاية المرحلة تيموثي دوبونت، وتصدر ترتيب التسلق Henri Uhlig ‏، وتصدر ترتيب الفرق 2024 Team Polti Kometa ‏.
| التصنيف العام         | التصنيف العام        | التصنيف العام                                 | التصنيف العام | التصنيف العام |
| العداء                | العداء               | الفريق                                        | الوقت         |               |
| --------------------- | -------------------- | --------------------------------------------- | ------------- | ------------- |
| 1                     | تيموثي دوبونت        | سوبرانو هام ايزوريكس ‏                         | 2 س 51 د 58 ث |               |
| 2                     | Giovanni Lonardi ‏    | إيولو كوميت ‏                                  | + 4 ث         |               |
| 3                     | Alberto Bruttomesso ‏ | Bahrain Victorious                            | + 6 ث         |               |
| 4                     | خوسيه سوزا‏           | Sabgal–Anicolor ‏                              | + 9 ث         |               |
| 5                     | جنسن بلاورايت ‏       | Alpecin-Deceuninck                            | + 10 ث        |               |
| 6                     | Enrico Zanoncello ‏   | VF Group-Bardiani CSF-Faizané                 | + 10 ث        |               |
| 7                     | Matyáš Kopecký ‏      | تيم نوفو نورديسك ‏                             | + 10 ث        |               |
| 8                     | Szymon Sajnok ‏       | فريق الدراجات Q36.5 ‏                          | + 10 ث        |               |
| 9                     | Ma Binyan ‏           | China Glory–Mentech Continental Cycling Team ‏ | + 10 ث        |               |
| 10                    | ماركوس هانسن         | أونو اكس برو سايكلنج تيم ‏                     | + 10 ث        |               |
|                       |                      |                                               |               |               |
| مصدر: ProCyclingStats |                      |                                               |               |               |

### مرحلة 2
هي مرحلة جبلية، أقيمت في 9 فبراير 2024، وامتدّت لمسافة 140.5 كيلومتر. فاز بالمركز الأول Matevž Govekar ‏، وتصدر الترتيب العام في نهاية المرحلة وترتيب النقاط Giovanni Lonardi ‏، وتصدر ترتيب التسلق ناتنايل بيرهانه، وتصدر ترتيب الفرق فريق Q36.5 موسم 2024 ‏.
| التصنيف العام         | التصنيف العام      | التصنيف العام                 | التصنيف العام | التصنيف العام |
| العداء                | العداء             | الفريق                        | الوقت         |               |
| --------------------- | ------------------ | ----------------------------- | ------------- | ------------- |
| 1                     | Giovanni Lonardi ‏  | إيولو كوميت ‏                  | 6 س 20 د 06 ث |               |
| 2                     | Matevž Govekar ‏    | Bahrain Victorious            | + 0 ث         |               |
| 3                     | Kenneth Van Rooy ‏  | بنجوال باوليز ساوكس دبليو بي ‏ | + 4 ث         |               |
| 4                     | Hannes Wilksch ‏    | سويس ريسينغ أكادمي ‏           | + 7 ث         |               |
| 5                     | خوسيه سوزا‏         | Sabgal–Anicolor ‏              | + 9 ث         |               |
| 6                     | Enrico Zanoncello ‏ | VF Group-Bardiani CSF-Faizané | + 10 ث        |               |
| 7                     | ماركوس هانسن       | أونو اكس برو سايكلنج تيم ‏     | + 10 ث        |               |
| 8                     | Robbe Claeys‏       | سوبرانو هام ايزوريكس ‏         | + 10 ث        |               |
| 9                     | Louis Blouwe ‏      | بنجوال باوليز ساوكس دبليو بي ‏ | + 10 ث        |               |
| 10                    | Cyrus Monk ‏        | فريق الدراجات Q36.5 ‏          | + 10 ث        |               |
|                       |                    |                               |               |               |
| مصدر: ProCyclingStats |                    |                               |               |               |

### مرحلة 3
هي مرحلة جبلية، أقيمت في 10 فبراير 2024، وامتدّت لمسافة 133.4 كيلومتر. فاز بالمركز الأول، وتصدر الترتيب العام في نهاية المرحلة Davide Piganzoli ‏، وتصدر ترتيب النقاط Giovanni Lonardi ‏، وتصدر ترتيب التسلق ناتنايل بيرهانه، وتصدر ترتيب الفرق 2024 VF Group-Bardiani CSF-Faizanè ‏.
| التصنيف العام         | التصنيف العام          | التصنيف العام                    | التصنيف العام | التصنيف العام |
| العداء                | العداء                 | الفريق                           | الوقت         |               |
| --------------------- | ---------------------- | -------------------------------- | ------------- | ------------- |
| 1                     | Davide Piganzoli ‏      | إيولو كوميت ‏                     | 9 س 53 د 09 ث |               |
| 2                     | Alessandro Pinarello ‏  | VF Group-Bardiani CSF-Faizané    | + 18 ث        |               |
| 3                     | Edoardo Zambanini ‏     | Bahrain Victorious               | + 24 ث        |               |
| 4                     | Anatolii Budiak ‏       | تيرينجانو سايكلنج تيم ‏           | + 32 ث        |               |
| 5                     | Simon Dalby (cyclist) ‏ | أونو اكس برو سايكلنج تيم ‏        | + 33 ث        |               |
| 6                     | سيباستيان رايشنباخ     | سويس ريسينغ أكادمي ‏              | + 34 ث        |               |
| 7                     | Anton Schiffer ‏        | بايك أيد ‏                        | + 36 ث        |               |
| 8                     | فاليريو كونتي          | Team Solution Tech–Vini Fantini ‏ | + 47 ث        |               |
| 9                     | Ådne Holter ‏           | أونو اكس برو سايكلنج تيم ‏        | + 49 ث        |               |
| 10                    | Giulio Pellizzari ‏     | VF Group-Bardiani CSF-Faizané    | + 55 ث        |               |
|                       |                        |                                  |               |               |
| مصدر: ProCyclingStats |                        |                                  |               |               |

### مرحلة 4
هي مرحلة جبلية، أقيمت في 11 فبراير 2024، وامتدّت لمسافة 183.9 كيلومتر. فاز بالمركز الأول Hartthijs de Vries ‏، وتصدر ترتيب النقاط Giovanni Lonardi ‏، وتصدر الترتيب العام في نهاية المرحلة وترتيب التسلق Davide Piganzoli ‏، وتصدر ترتيب الفرق فريق Q36.5 موسم 2024 ‏.

## المشاركون
| Bahrain Victorious TBV | Bahrain Victorious TBV | Bahrain Victorious TBV |
| ---------------------- | ---------------------- | ---------------------- |
| م                      | عداء                   | مرتبة                  |
| 1                      | Alberto Bruttomesso ‏   | 73                     |
| 2                      | Matevž Govekar ‏        | 48                     |
| 3                      | Ahmed Madan (cyclist) ‏ | 128                    |
| 4                      | Finlay Pickering ‏      | 34                     |
| 5                      | كاميرون سكوت           | 93                     |
| 6                      | Sergio Tu ‏             | 113                    |
| 7                      | Edoardo Zambanini ‏     | 4                      |

| Alpecin-Deceuninck ADC | Alpecin-Deceuninck ADC | Alpecin-Deceuninck ADC |
| ---------------------- | ---------------------- | ---------------------- |
| م                      | عداء                   | مرتبة                  |
| 11                     | Alex Bogna‏             | 19                     |
| 12                     | Marceli Bogusławski ‏   | 90                     |
| 13                     | Senne Leysen ‏          | 72                     |
| 14                     | جنسن بلاورايت ‏         | 80                     |
| 15                     | رامون سينكلدام         | لم يكمل السباق-4       |
| 16                     | Henri Uhlig ‏           | 25                     |
| 17                     | Fabio Van den Bossche ‏ | 60                     |

| أونو-إكس موبيليتي ‏ UXM | أونو-إكس موبيليتي ‏ UXM | أونو-إكس موبيليتي ‏ UXM |
| ---------------------- | ---------------------- | ---------------------- |
| م                      | عداء                   | مرتبة                  |
| 21                     | Daniel Årnes ‏          | 56                     |
| 22                     | Simon Dalby (cyclist) ‏ | 5                      |
| 23                     | Halvor Dolven ‏         | 69                     |
| 24                     | ماركوس هانسن           | 36                     |
| 25                     | Martin Solhaug Hansen ‏ | 68                     |
| 26                     | Ådne Holter ‏           | 4                      |
| 27                     | Sindre Kulset ‏         | 26                     |

| فريق الدراجات Q36.5 ‏ Q36 | فريق الدراجات Q36.5 ‏ Q36 | فريق الدراجات Q36.5 ‏ Q36 |
| ------------------------ | ------------------------ | ------------------------ |
| م                        | عداء                     | مرتبة                    |
| 31                       | ماتيو باديلاتي           | 17                       |
| 32                       | Walter Calzoni ‏          | 24                       |
| 33                       | Alessandro Fancellu ‏     | 10                       |
| 34                       | Kamil Małecki ‏           | 50                       |
| 35                       | Cyrus Monk ‏              | 47                       |
| 36                       | Manuel Oioli ‏            | 88                       |
| 37                       | Szymon Sajnok ‏           | 85                       |

| VF Group-Bardiani CSF-Faizanè VBF | VF Group-Bardiani CSF-Faizanè VBF | VF Group-Bardiani CSF-Faizanè VBF |
| --------------------------------- | --------------------------------- | --------------------------------- |
| م                                 | عداء                              | مرتبة                             |
| 41                                | Lorenzo Conforti ‏                 | 75                                |
| 42                                | Giulio Pellizzari ‏                | 11                                |
| 43                                | Alessandro Pinarello ‏             | 2                                 |
| 44                                | Mattia Pinazzi ‏                   | 83                                |
| 45                                | Vicente Rojas ‏                    | 23                                |
| 46                                | Matteo Scalco ‏                    | 15                                |
| 47                                | Enrico Zanoncello ‏                | 62                                |

| سويس ريسينغ أكادمي ‏ TUD | سويس ريسينغ أكادمي ‏ TUD | سويس ريسينغ أكادمي ‏ TUD |
| ----------------------- | ----------------------- | ----------------------- |
| م                       | عداء                    | مرتبة                   |
| 51                      | توم بولي                | لم يكمل السباق-2        |
| 52                      | Aloïs Charrin ‏          | 78                      |
| 53                      | Aivaras Mikutis ‏        | 92                      |
| 54                      | سيباستيان رايشنباخ      | 6                       |
| 55                      | Roland Thalmann ‏        | 12                      |
| 56                      | Simon Pellaud ‏          | 77                      |
| 57                      | Hannes Wilksch ‏         | 28                      |

| إيولو كوميت ‏ PTK | إيولو كوميت ‏ PTK  | إيولو كوميت ‏ PTK |
| ---------------- | ----------------- | ---------------- |
| م                | عداء              | مرتبة            |
| 61               | Davide De Cassan ‏ | 31               |
| 62               | بول دوبل ‏         | 14               |
| 63               | Erik Fetter ‏      | 97               |
| 64               | أندريا غاروسيو    | 20               |
| 65               | Giovanni Lonardi ‏ | 49               |
| 66               | ميركو مايستري     | 66               |
| 67               | Davide Piganzoli ‏ | 1                |

| Team Solution Tech–Vini Fantini ‏ COR | Team Solution Tech–Vini Fantini ‏ COR | Team Solution Tech–Vini Fantini ‏ COR |
| ------------------------------------ | ------------------------------------ | ------------------------------------ |
| م                                    | عداء                                 | مرتبة                                |
| 71                                   | فاليريو كونتي                        | 9                                    |
| 72                                   | ياكوب ماريكزكو                       | 142                                  |
| 73                                   | Alessandro Monaco ‏                   | 95                                   |
| 74                                   | Marco Murgano ‏                       | 65                                   |
| 75                                   | Simone Olivero ‏                      | 115                                  |
| 76                                   | كريستيان سباراغلي                    | 55                                   |
| 77                                   | Samuele Zambelli ‏                    | 102                                  |

| بنجوال باوليز ساوكس دبليو بي ‏ BWB | بنجوال باوليز ساوكس دبليو بي ‏ BWB | بنجوال باوليز ساوكس دبليو بي ‏ BWB |
| --------------------------------- | --------------------------------- | --------------------------------- |
| م                                 | عداء                              | مرتبة                             |
| 81                                | Louis Blouwe ‏                     | 61                                |
| 82                                | Louka Matthys ‏                    | 54                                |
| 83                                | Joes Oosterlinck‏                  | 117                               |
| 84                                | ماركو تيزا                        | 21                                |
| 85                                | Luca Van Boven ‏                   | 41                                |
| 86                                | Kenneth Van Rooy ‏                 | 63                                |
| 87                                | لويك فليجن                        | لم يكمل السباق-2                  |

| Unibet Tietema Rockets ‏ TDT | Unibet Tietema Rockets ‏ TDT  | Unibet Tietema Rockets ‏ TDT |
| --------------------------- | ---------------------------- | --------------------------- |
| م                           | عداء                         | مرتبة                       |
| 91                          | مارتين بودينغ ‏               | لم يكمل السباق-1            |
| 92                          | Cedrik Bakke Christophersen ‏ | 22                          |
| 93                          | Hartthijs de Vries ‏          | 8                           |
| 94                          | Owen Geleijn ‏                | 57                          |
| 95                          | Axel Huens ‏                  | 53                          |
| 96                          | Jelle Johannink ‏             | 18                          |
| 97                          | Charles Paige ‏               | 45                          |

| تيم نوفو نورديسك ‏ TNN | تيم نوفو نورديسك ‏ TNN    | تيم نوفو نورديسك ‏ TNN |
| --------------------- | ------------------------ | --------------------- |
| م                     | عداء                     | مرتبة                 |
| 101                   | Hamish Beadle ‏           | 105                   |
| 102                   | Matyáš Kopecký ‏          | 86                    |
| 103                   | Péter Kusztor ‏           | لم يكمل السباق-4      |
| 104                   | Doriand Percrule ‏        | 110                   |
| 105                   | Alessandro Perracchione ‏ | 74                    |
| 106                   | Antonio Polga‏            | 111                   |
| 107                   | Filippo Ridolfo ‏         | لم يكمل السباق-2      |

| تيرينجانو سايكلنج تيم ‏ TSG | تيرينجانو سايكلنج تيم ‏ TSG         | تيرينجانو سايكلنج تيم ‏ TSG |
| -------------------------- | ---------------------------------- | -------------------------- |
| م                          | عداء                               | مرتبة                      |
| 111                        | Muhammad Shahmir Aiman Abdul Halim‏ | OTL-3                      |
| 112                        | Anatolii Budiak ‏                   | 32                         |
| 113                        | Metkel Eyob ‏                       | 43                         |
| 115                        | Nur Aiman Mohd Zariff ‏             | 133                        |
| 116                        | Nur Aiman Rosli ‏                   | 114                        |
| 117                        | Harrif Saleh ‏                      | OTL-3                      |

| China Glory–Mentech Continental Cycling Team ‏ CGC | China Glory–Mentech Continental Cycling Team ‏ CGC | China Glory–Mentech Continental Cycling Team ‏ CGC |
| ------------------------------------------------- | ------------------------------------------------- | ------------------------------------------------- |
| م                                                 | عداء                                              | مرتبة                                             |
| 121                                               | لوكاس دي روسي                                     | 30                                                |
| 122                                               | ريناردت جانس فان رينسبورغ                         | 76                                                |
| 123                                               | Lü Xianjing ‏                                      | 27                                                |
| 124                                               | Ma Binyan ‏                                        | 122                                               |
| 125                                               | فيلي سميت                                         | 35                                                |
| 126                                               | Sun Changsheng‏                                    | 125                                               |
| 127                                               | Julien Trarieux ‏                                  | 33                                                |

| Istanbul Büyükșehir Belediye Spor Türkiye ‏ BGS | Istanbul Büyükșehir Belediye Spor Türkiye ‏ BGS | Istanbul Büyükșehir Belediye Spor Türkiye ‏ BGS |
| ---------------------------------------------- | ---------------------------------------------- | ---------------------------------------------- |
| م                                              | عداء                                           | مرتبة                                          |
| 131                                            | Batuhan Özgür ‏                                 | 139                                            |
| 132                                            | ناتنايل بيرهانه                                | 38                                             |
| 133                                            | Samet Bulut ‏                                   | 64                                             |
| 135                                            | Zeki Kaygisiz ‏                                 | OTL-3                                          |
| 136                                            | Petros Mengs‏                                   | 94                                             |

| İstanbul Büyükşehir Belediyespor ‏ ___ | İstanbul Büyükşehir Belediyespor ‏ ___ | İstanbul Büyükşehir Belediyespor ‏ ___ |
| ------------------------------------- | ------------------------------------- | ------------------------------------- |
| م                                     | عداء                                  | مرتبة                                 |
| 137                                   | Max Stedman ‏                          | 58                                    |

| فريق سبور توتو للدراجات ‏ STC | فريق سبور توتو للدراجات ‏ STC | فريق سبور توتو للدراجات ‏ STC |
| ---------------------------- | ---------------------------- | ---------------------------- |
| م                            | عداء                         | مرتبة                        |
| 141                          | Doğukan Arikan ‏              | OTL-3                        |
| 142                          | Serdar Depe ‏                 | 42                           |
| 145                          | Feritcan Şamlı ‏              | لم يكمل السباق-2             |
| 146                          | Mustafa Tekin‏                | 135                          |
| 147                          | Tahir Yigit ‏                 | 145                          |

| أدريا موبيل ‏ ADR | أدريا موبيل ‏ ADR       | أدريا موبيل ‏ ADR |
| ---------------- | ---------------------- | ---------------- |
| م                | عداء                   | مرتبة            |
| 151              | Đorđe Đurić (cyclist) ‏ | 138              |
| 152              | Tilen Finkšt ‏          | 106              |
| 153              | Nicolas Gojković ‏      | 116              |
| 154              | Anže Skok ‏             | 66               |
| 155              | Jaka Špoljar‏           | 141              |
| 156              | Aljaž Turk‏             | 107              |

| Kinan Racing Team ‏ KIN | Kinan Racing Team ‏ KIN | Kinan Racing Team ‏ KIN |
| ---------------------- | ---------------------- | ---------------------- |
| م                      | عداء                   | مرتبة                  |
| 161                    | يوسوك هاتاناكا         | لم يكمل السباق-4       |
| 162                    | ريمون كريدر            | 123                    |
| 163                    | توماس لباس             | 44                     |
| 164                    | Daiki Magosaki ‏        | 129                    |
| 165                    | Drew Morey ‏            | 16                     |
| 166                    | Koki Shirakawa ‏        | 124                    |
| 167                    | Genki Yamamoto ‏        | 109                    |

| OU7 Cycling Team ‏ TCM | OU7 Cycling Team ‏ TCM       | OU7 Cycling Team ‏ TCM |
| --------------------- | --------------------------- | --------------------- |
| م                     | عداء                        | مرتبة                 |
| 173                   | Dmitriy Bocharov (cyclist) ‏ | لم يكمل السباق-4      |
| 176                   | Behzodek Rakhimbaev ‏        | 146                   |
| 177                   | Nikita Tsvetkov ‏            | 103                   |

| سوبرانو هام ايزوريكس ‏ TIS | سوبرانو هام ايزوريكس ‏ TIS | سوبرانو هام ايزوريكس ‏ TIS |
| ------------------------- | ------------------------- | ------------------------- |
| م                         | عداء                      | مرتبة                     |
| 181                       | Robbe Claeys‏              | 40                        |
| 182                       | Torsten Demeyere‏          | 100                       |
| 183                       | تيموثي دوبونت             | مستبعد-3                  |
| 184                       | Thomas Joseph ‏            | 82                        |
| 185                       | جياني مارشان              | 13                        |
| 186                       | Peder Dahl Strand‏         | لم يكمل السباق-2          |
| 187                       | Mauro Verwilt ‏            | 67                        |

| Sabgal–Anicolor ‏ SAT | Sabgal–Anicolor ‏ SAT      | Sabgal–Anicolor ‏ SAT |
| -------------------- | ------------------------- | -------------------- |
| م                    | عداء                      | مرتبة                |
| 191                  | ماتياس بريجنهوج ‏          | 29                   |
| 192                  | Duarte Domingues‏          | 39                   |
| 193                  | فريدريكو فيغيريدو         | 37                   |
| 194                  | Guillermo García Janeiro ‏ | 101                  |
| 195                  | لويس مندونسا              | 71                   |
| 196                  | Oscar Moscardo‏            | 108                  |
| 197                  | خوسيه سوزا‏                | 79                   |

| Konya Büyükşehir Belediye Spor‏ KBB | Konya Büyükşehir Belediye Spor‏ KBB | Konya Büyükşehir Belediye Spor‏ KBB |
| ---------------------------------- | ---------------------------------- | ---------------------------------- |
| م                                  | عداء                               | مرتبة                              |
| 204                                | Eyüp Karagöbek ‏                    | 134                                |

| فريق فورارلبرغ ‏ VBG | فريق فورارلبرغ ‏ VBG | فريق فورارلبرغ ‏ VBG |
| ------------------- | ------------------- | ------------------- |
| م                   | عداء                | مرتبة               |
| 211                 | Dominik Amann‏       | 87                  |
| 212                 | Jon Knolle ‏         | 118                 |
| 213                 | Tomoya Koyama ‏      | 143                 |
| 214                 | لوكاس ميلر ‏         | 70                  |
| 215                 | Jannis Peter ‏       |                     |
| 216                 | Félix Stehli ‏       | 98                  |
| 217                 | كولين ستوسي         | 59                  |

| بايك أيد ‏ BAI | بايك أيد ‏ BAI      | بايك أيد ‏ BAI |
| ------------- | ------------------ | ------------- |
| م             | عداء               | مرتبة         |
| 221           | Máté Balázs‏        | 91            |
| 222           | Jonas Beck‏         | 127           |
| 223           | Antoine Berlin ‏    | 46            |
| 224           | Léo Bouvier ‏       | 120           |
| 225           | Pirmin Eisenbarth ‏ | 137           |
| 226           | Philip Meiser‏      | 121           |
| 227           | Anton Schiffer ‏    | 7             |

| Sakarya BB Pro Team ‏ SBB | Sakarya BB Pro Team ‏ SBB | Sakarya BB Pro Team ‏ SBB |
| ------------------------ | ------------------------ | ------------------------ |
| م                        | عداء                     | مرتبة                    |
| 231                      | Burak Abay ‏              | 84                       |
| 232                      | Furkan Akcam‏             | OTL-3                    |
| 234                      | Musa Mikayilzade ‏        | 99                       |
| 235                      | Sergey Rostovtsev ‏       | لم يبدأ-1                |
| 236                      | Emir Uzun‏                | 89                       |
| 237                      | Emre Yuca‏                | لم يكمل السباق-4         |

| Sauerland NRW-SKS Germany ‏ SVL | Sauerland NRW-SKS Germany ‏ SVL     | Sauerland NRW-SKS Germany ‏ SVL |
| ------------------------------ | ---------------------------------- | ------------------------------ |
| م                              | عداء                               | مرتبة                          |
| 241                            | Yago Aguirre‏                       | 112                            |
| 242                            | Henri-Johannes Appelbaum‏           | 96                             |
| 243                            | Julian Borresch ‏                   | 52                             |
| 244                            | Lennart Voege‏                      | 104                            |
| 245                            | Sebastian Niehues‏                  | 81                             |
| 246                            | Jonathan Rottmann ‏                 | 140                            |
| 247                            | Paul Wright (New Zealand cyclist) ‏ | 131                            |

| Bahrain Victorious TBV | Bahrain Victorious TBV | Bahrain Victorious TBV |
| ---------------------- | ---------------------- | ---------------------- |
| م                      | عداء                   | مرتبة                  |
| 1                      | Alberto Bruttomesso ‏   | 73                     |
| 2                      | Matevž Govekar ‏        | 48                     |
| 3                      | Ahmed Madan (cyclist) ‏ | 128                    |
| 4                      | Finlay Pickering ‏      | 34                     |
| 5                      | كاميرون سكوت           | 93                     |
| 6                      | Sergio Tu ‏             | 113                    |
| 7                      | Edoardo Zambanini ‏     | 4                      |

| Alpecin-Deceuninck ADC | Alpecin-Deceuninck ADC | Alpecin-Deceuninck ADC |
| ---------------------- | ---------------------- | ---------------------- |
| م                      | عداء                   | مرتبة                  |
| 11                     | Alex Bogna‏             | 19                     |
| 12                     | Marceli Bogusławski ‏   | 90                     |
| 13                     | Senne Leysen ‏          | 72                     |
| 14                     | جنسن بلاورايت ‏         | 80                     |
| 15                     | رامون سينكلدام         | لم يكمل السباق-4       |
| 16                     | Henri Uhlig ‏           | 25                     |
| 17                     | Fabio Van den Bossche ‏ | 60                     |

| أونو-إكس موبيليتي ‏ UXM | أونو-إكس موبيليتي ‏ UXM | أونو-إكس موبيليتي ‏ UXM |
| ---------------------- | ---------------------- | ---------------------- |
| م                      | عداء                   | مرتبة                  |
| 21                     | Daniel Årnes ‏          | 56                     |
| 22                     | Simon Dalby (cyclist) ‏ | 5                      |
| 23                     | Halvor Dolven ‏         | 69                     |
| 24                     | ماركوس هانسن           | 36                     |
| 25                     | Martin Solhaug Hansen ‏ | 68                     |
| 26                     | Ådne Holter ‏           | 4                      |
| 27                     | Sindre Kulset ‏         | 26                     |

| فريق الدراجات Q36.5 ‏ Q36 | فريق الدراجات Q36.5 ‏ Q36 | فريق الدراجات Q36.5 ‏ Q36 |
| ------------------------ | ------------------------ | ------------------------ |
| م                        | عداء                     | مرتبة                    |
| 31                       | ماتيو باديلاتي           | 17                       |
| 32                       | Walter Calzoni ‏          | 24                       |
| 33                       | Alessandro Fancellu ‏     | 10                       |
| 34                       | Kamil Małecki ‏           | 50                       |
| 35                       | Cyrus Monk ‏              | 47                       |
| 36                       | Manuel Oioli ‏            | 88                       |
| 37                       | Szymon Sajnok ‏           | 85                       |

| VF Group-Bardiani CSF-Faizanè VBF | VF Group-Bardiani CSF-Faizanè VBF | VF Group-Bardiani CSF-Faizanè VBF |
| --------------------------------- | --------------------------------- | --------------------------------- |
| م                                 | عداء                              | مرتبة                             |
| 41                                | Lorenzo Conforti ‏                 | 75                                |
| 42                                | Giulio Pellizzari ‏                | 11                                |
| 43                                | Alessandro Pinarello ‏             | 2                                 |
| 44                                | Mattia Pinazzi ‏                   | 83                                |
| 45                                | Vicente Rojas ‏                    | 23                                |
| 46                                | Matteo Scalco ‏                    | 15                                |
| 47                                | Enrico Zanoncello ‏                | 62                                |

| سويس ريسينغ أكادمي ‏ TUD | سويس ريسينغ أكادمي ‏ TUD | سويس ريسينغ أكادمي ‏ TUD |
| ----------------------- | ----------------------- | ----------------------- |
| م                       | عداء                    | مرتبة                   |
| 51                      | توم بولي                | لم يكمل السباق-2        |
| 52                      | Aloïs Charrin ‏          | 78                      |
| 53                      | Aivaras Mikutis ‏        | 92                      |
| 54                      | سيباستيان رايشنباخ      | 6                       |
| 55                      | Roland Thalmann ‏        | 12                      |
| 56                      | Simon Pellaud ‏          | 77                      |
| 57                      | Hannes Wilksch ‏         | 28                      |

| إيولو كوميت ‏ PTK | إيولو كوميت ‏ PTK  | إيولو كوميت ‏ PTK |
| ---------------- | ----------------- | ---------------- |
| م                | عداء              | مرتبة            |
| 61               | Davide De Cassan ‏ | 31               |
| 62               | بول دوبل ‏         | 14               |
| 63               | Erik Fetter ‏      | 97               |
| 64               | أندريا غاروسيو    | 20               |
| 65               | Giovanni Lonardi ‏ | 49               |
| 66               | ميركو مايستري     | 66               |
| 67               | Davide Piganzoli ‏ | 1                |

| Team Solution Tech–Vini Fantini ‏ COR | Team Solution Tech–Vini Fantini ‏ COR | Team Solution Tech–Vini Fantini ‏ COR |
| ------------------------------------ | ------------------------------------ | ------------------------------------ |
| م                                    | عداء                                 | مرتبة                                |
| 71                                   | فاليريو كونتي                        | 9                                    |
| 72                                   | ياكوب ماريكزكو                       | 142                                  |
| 73                                   | Alessandro Monaco ‏                   | 95                                   |
| 74                                   | Marco Murgano ‏                       | 65                                   |
| 75                                   | Simone Olivero ‏                      | 115                                  |
| 76                                   | كريستيان سباراغلي                    | 55                                   |
| 77                                   | Samuele Zambelli ‏                    | 102                                  |

| بنجوال باوليز ساوكس دبليو بي ‏ BWB | بنجوال باوليز ساوكس دبليو بي ‏ BWB | بنجوال باوليز ساوكس دبليو بي ‏ BWB |
| --------------------------------- | --------------------------------- | --------------------------------- |
| م                                 | عداء                              | مرتبة                             |
| 81                                | Louis Blouwe ‏                     | 61                                |
| 82                                | Louka Matthys ‏                    | 54                                |
| 83                                | Joes Oosterlinck‏                  | 117                               |
| 84                                | ماركو تيزا                        | 21                                |
| 85                                | Luca Van Boven ‏                   | 41                                |
| 86                                | Kenneth Van Rooy ‏                 | 63                                |
| 87                                | لويك فليجن                        | لم يكمل السباق-2                  |

| Unibet Tietema Rockets ‏ TDT | Unibet Tietema Rockets ‏ TDT  | Unibet Tietema Rockets ‏ TDT |
| --------------------------- | ---------------------------- | --------------------------- |
| م                           | عداء                         | مرتبة                       |
| 91                          | مارتين بودينغ ‏               | لم يكمل السباق-1            |
| 92                          | Cedrik Bakke Christophersen ‏ | 22                          |
| 93                          | Hartthijs de Vries ‏          | 8                           |
| 94                          | Owen Geleijn ‏                | 57                          |
| 95                          | Axel Huens ‏                  | 53                          |
| 96                          | Jelle Johannink ‏             | 18                          |
| 97                          | Charles Paige ‏               | 45                          |

| تيم نوفو نورديسك ‏ TNN | تيم نوفو نورديسك ‏ TNN    | تيم نوفو نورديسك ‏ TNN |
| --------------------- | ------------------------ | --------------------- |
| م                     | عداء                     | مرتبة                 |
| 101                   | Hamish Beadle ‏           | 105                   |
| 102                   | Matyáš Kopecký ‏          | 86                    |
| 103                   | Péter Kusztor ‏           | لم يكمل السباق-4      |
| 104                   | Doriand Percrule ‏        | 110                   |
| 105                   | Alessandro Perracchione ‏ | 74                    |
| 106                   | Antonio Polga‏            | 111                   |
| 107                   | Filippo Ridolfo ‏         | لم يكمل السباق-2      |

| تيرينجانو سايكلنج تيم ‏ TSG | تيرينجانو سايكلنج تيم ‏ TSG         | تيرينجانو سايكلنج تيم ‏ TSG |
| -------------------------- | ---------------------------------- | -------------------------- |
| م                          | عداء                               | مرتبة                      |
| 111                        | Muhammad Shahmir Aiman Abdul Halim‏ | OTL-3                      |
| 112                        | Anatolii Budiak ‏                   | 32                         |
| 113                        | Metkel Eyob ‏                       | 43                         |
| 115                        | Nur Aiman Mohd Zariff ‏             | 133                        |
| 116                        | Nur Aiman Rosli ‏                   | 114                        |
| 117                        | Harrif Saleh ‏                      | OTL-3                      |

| China Glory–Mentech Continental Cycling Team ‏ CGC | China Glory–Mentech Continental Cycling Team ‏ CGC | China Glory–Mentech Continental Cycling Team ‏ CGC |
| ------------------------------------------------- | ------------------------------------------------- | ------------------------------------------------- |
| م                                                 | عداء                                              | مرتبة                                             |
| 121                                               | لوكاس دي روسي                                     | 30                                                |
| 122                                               | ريناردت جانس فان رينسبورغ                         | 76                                                |
| 123                                               | Lü Xianjing ‏                                      | 27                                                |
| 124                                               | Ma Binyan ‏                                        | 122                                               |
| 125                                               | فيلي سميت                                         | 35                                                |
| 126                                               | Sun Changsheng‏                                    | 125                                               |
| 127                                               | Julien Trarieux ‏                                  | 33                                                |

| Istanbul Büyükșehir Belediye Spor Türkiye ‏ BGS | Istanbul Büyükșehir Belediye Spor Türkiye ‏ BGS | Istanbul Büyükșehir Belediye Spor Türkiye ‏ BGS |
| ---------------------------------------------- | ---------------------------------------------- | ---------------------------------------------- |
| م                                              | عداء                                           | مرتبة                                          |
| 131                                            | Batuhan Özgür ‏                                 | 139                                            |
| 132                                            | ناتنايل بيرهانه                                | 38                                             |
| 133                                            | Samet Bulut ‏                                   | 64                                             |
| 135                                            | Zeki Kaygisiz ‏                                 | OTL-3                                          |
| 136                                            | Petros Mengs‏                                   | 94                                             |

| İstanbul Büyükşehir Belediyespor ‏ ___ | İstanbul Büyükşehir Belediyespor ‏ ___ | İstanbul Büyükşehir Belediyespor ‏ ___ |
| ------------------------------------- | ------------------------------------- | ------------------------------------- |
| م                                     | عداء                                  | مرتبة                                 |
| 137                                   | Max Stedman ‏                          | 58                                    |

| فريق سبور توتو للدراجات ‏ STC | فريق سبور توتو للدراجات ‏ STC | فريق سبور توتو للدراجات ‏ STC |
| ---------------------------- | ---------------------------- | ---------------------------- |
| م                            | عداء                         | مرتبة                        |
| 141                          | Doğukan Arikan ‏              | OTL-3                        |
| 142                          | Serdar Depe ‏                 | 42                           |
| 145                          | Feritcan Şamlı ‏              | لم يكمل السباق-2             |
| 146                          | Mustafa Tekin‏                | 135                          |
| 147                          | Tahir Yigit ‏                 | 145                          |

| أدريا موبيل ‏ ADR | أدريا موبيل ‏ ADR       | أدريا موبيل ‏ ADR |
| ---------------- | ---------------------- | ---------------- |
| م                | عداء                   | مرتبة            |
| 151              | Đorđe Đurić (cyclist) ‏ | 138              |
| 152              | Tilen Finkšt ‏          | 106              |
| 153              | Nicolas Gojković ‏      | 116              |
| 154              | Anže Skok ‏             | 66               |
| 155              | Jaka Špoljar‏           | 141              |
| 156              | Aljaž Turk‏             | 107              |

| Kinan Racing Team ‏ KIN | Kinan Racing Team ‏ KIN | Kinan Racing Team ‏ KIN |
| ---------------------- | ---------------------- | ---------------------- |
| م                      | عداء                   | مرتبة                  |
| 161                    | يوسوك هاتاناكا         | لم يكمل السباق-4       |
| 162                    | ريمون كريدر            | 123                    |
| 163                    | توماس لباس             | 44                     |
| 164                    | Daiki Magosaki ‏        | 129                    |
| 165                    | Drew Morey ‏            | 16                     |
| 166                    | Koki Shirakawa ‏        | 124                    |
| 167                    | Genki Yamamoto ‏        | 109                    |

| OU7 Cycling Team ‏ TCM | OU7 Cycling Team ‏ TCM       | OU7 Cycling Team ‏ TCM |
| --------------------- | --------------------------- | --------------------- |
| م                     | عداء                        | مرتبة                 |
| 173                   | Dmitriy Bocharov (cyclist) ‏ | لم يكمل السباق-4      |
| 176                   | Behzodek Rakhimbaev ‏        | 146                   |
| 177                   | Nikita Tsvetkov ‏            | 103                   |

| سوبرانو هام ايزوريكس ‏ TIS | سوبرانو هام ايزوريكس ‏ TIS | سوبرانو هام ايزوريكس ‏ TIS |
| ------------------------- | ------------------------- | ------------------------- |
| م                         | عداء                      | مرتبة                     |
| 181                       | Robbe Claeys‏              | 40                        |
| 182                       | Torsten Demeyere‏          | 100                       |
| 183                       | تيموثي دوبونت             | مستبعد-3                  |
| 184                       | Thomas Joseph ‏            | 82                        |
| 185                       | جياني مارشان              | 13                        |
| 186                       | Peder Dahl Strand‏         | لم يكمل السباق-2          |
| 187                       | Mauro Verwilt ‏            | 67                        |

| Sabgal–Anicolor ‏ SAT | Sabgal–Anicolor ‏ SAT      | Sabgal–Anicolor ‏ SAT |
| -------------------- | ------------------------- | -------------------- |
| م                    | عداء                      | مرتبة                |
| 191                  | ماتياس بريجنهوج ‏          | 29                   |
| 192                  | Duarte Domingues‏          | 39                   |
| 193                  | فريدريكو فيغيريدو         | 37                   |
| 194                  | Guillermo García Janeiro ‏ | 101                  |
| 195                  | لويس مندونسا              | 71                   |
| 196                  | Oscar Moscardo‏            | 108                  |
| 197                  | خوسيه سوزا‏                | 79                   |

| Konya Büyükşehir Belediye Spor‏ KBB | Konya Büyükşehir Belediye Spor‏ KBB | Konya Büyükşehir Belediye Spor‏ KBB |
| ---------------------------------- | ---------------------------------- | ---------------------------------- |
| م                                  | عداء                               | مرتبة                              |
| 204                                | Eyüp Karagöbek ‏                    | 134                                |

| فريق فورارلبرغ ‏ VBG | فريق فورارلبرغ ‏ VBG | فريق فورارلبرغ ‏ VBG |
| ------------------- | ------------------- | ------------------- |
| م                   | عداء                | مرتبة               |
| 211                 | Dominik Amann‏       | 87                  |
| 212                 | Jon Knolle ‏         | 118                 |
| 213                 | Tomoya Koyama ‏      | 143                 |
| 214                 | لوكاس ميلر ‏         | 70                  |
| 215                 | Jannis Peter ‏       |                     |
| 216                 | Félix Stehli ‏       | 98                  |
| 217                 | كولين ستوسي         | 59                  |

| بايك أيد ‏ BAI | بايك أيد ‏ BAI      | بايك أيد ‏ BAI |
| ------------- | ------------------ | ------------- |
| م             | عداء               | مرتبة         |
| 221           | Máté Balázs‏        | 91            |
| 222           | Jonas Beck‏         | 127           |
| 223           | Antoine Berlin ‏    | 46            |
| 224           | Léo Bouvier ‏       | 120           |
| 225           | Pirmin Eisenbarth ‏ | 137           |
| 226           | Philip Meiser‏      | 121           |
| 227           | Anton Schiffer ‏    | 7             |

| Sakarya BB Pro Team ‏ SBB | Sakarya BB Pro Team ‏ SBB | Sakarya BB Pro Team ‏ SBB |
| ------------------------ | ------------------------ | ------------------------ |
| م                        | عداء                     | مرتبة                    |
| 231                      | Burak Abay ‏              | 84                       |
| 232                      | Furkan Akcam‏             | OTL-3                    |
| 234                      | Musa Mikayilzade ‏        | 99                       |
| 235                      | Sergey Rostovtsev ‏       | لم يبدأ-1                |
| 236                      | Emir Uzun‏                | 89                       |
| 237                      | Emre Yuca‏                | لم يكمل السباق-4         |

| Sauerland NRW-SKS Germany ‏ SVL | Sauerland NRW-SKS Germany ‏ SVL     | Sauerland NRW-SKS Germany ‏ SVL |
| ------------------------------ | ---------------------------------- | ------------------------------ |
| م                              | عداء                               | مرتبة                          |
| 241                            | Yago Aguirre‏                       | 112                            |
| 242                            | Henri-Johannes Appelbaum‏           | 96                             |
| 243                            | Julian Borresch ‏                   | 52                             |
| 244                            | Lennart Voege‏                      | 104                            |
| 245                            | Sebastian Niehues‏                  | 81                             |
| 246                            | Jonathan Rottmann ‏                 | 140                            |
| 247                            | Paul Wright (New Zealand cyclist) ‏ | 131                            |

## التصنيف العام النهائي
| التصنيف العام         | التصنيف العام          | التصنيف العام                    | التصنيف العام  | التصنيف العام |
| العداء                | العداء                 | الفريق                           | الوقت          |               |
| --------------------- | ---------------------- | -------------------------------- | -------------- | ------------- |
| 1                     | Davide Piganzoli ‏      | إيولو كوميت ‏                     | 14 س 09 د 38 ث |               |
| 2                     | Alessandro Pinarello ‏  | VF Group-Bardiani CSF-Faizané    | + 18 ث         |               |
| 3                     | Edoardo Zambanini ‏     | Bahrain Victorious               | + 24 ث         |               |
| 4                     | Ådne Holter ‏           | أونو اكس برو سايكلنج تيم ‏        | + 28 ث         |               |
| 5                     | Simon Dalby (cyclist) ‏ | أونو اكس برو سايكلنج تيم ‏        | + 33 ث         |               |
| 6                     | سيباستيان رايشنباخ     | سويس ريسينغ أكادمي ‏              | + 34 ث         |               |
| 7                     | Anton Schiffer ‏        | بايك أيد ‏                        | + 36 ث         |               |
| 8                     | Hartthijs de Vries ‏    | Unibet Tietema Rockets ‏          | + 39 ث         |               |
| 9                     | فاليريو كونتي          | Team Solution Tech–Vini Fantini ‏ | + 47 ث         |               |
| 10                    | Alessandro Fancellu ‏   | فريق الدراجات Q36.5 ‏             | + 51 ث         |               |
|                       |                        |                                  |                |               |
| مصدر: ProCyclingStats |                        |                                  |                |               |

### تصنيف النقاط
| تصنيف النقاط          | تصنيف النقاط           | تصنيف النقاط                  | تصنيف النقاط | تصنيف النقاط |
| العداء                | العداء                 | الفريق                        | النقاط       |              |
| --------------------- | ---------------------- | ----------------------------- | ------------ | ------------ |
| 1                     | Giovanni Lonardi ‏      | إيولو كوميت ‏                  | 6 نقطة       |              |
| 2                     | Fabio Van den Bossche ‏ | Alpecin-Deceuninck            | 6 نقطة       |              |
| 3                     | Hartthijs de Vries ‏    | Unibet Tietema Rockets ‏       | 5 نقطة       |              |
| 4                     | Davide Piganzoli ‏      | إيولو كوميت ‏                  | 5 نقطة       |              |
| 5                     | Matevž Govekar ‏        | Bahrain Victorious            | 5 نقطة       |              |
| 6                     | Axel Huens ‏            | Unibet Tietema Rockets ‏       | 4 نقطة       |              |
| 7                     | Alessandro Pinarello ‏  | VF Group-Bardiani CSF-Faizané | 4 نقطة       |              |
| 8                     | Kenneth Van Rooy ‏      | بنجوال باوليز ساوكس دبليو بي ‏ | 4 نقطة       |              |
| 9                     | Hannes Wilksch ‏        | سويس ريسينغ أكادمي ‏           | 3 نقطة       |              |
| 10                    | Mauro Verwilt ‏         | سوبرانو هام ايزوريكس ‏         | 3 نقطة       |              |
|                       |                        |                               |              |              |
| مصدر: ProCyclingStats |                        |                               |              |              |

### تصنيف الجبال
| تصنيف الجبال          | تصنيف الجبال                 | تصنيف الجبال                                  | تصنيف الجبال | تصنيف الجبال |
| العداء                | العداء                       | الفريق                                        | النقاط       |              |
| --------------------- | ---------------------------- | --------------------------------------------- | ------------ | ------------ |
| 1                     | Davide Piganzoli ‏            | إيولو كوميت ‏                                  | 14 نقطة      |              |
| 2                     | Alessandro Pinarello ‏        | VF Group-Bardiani CSF-Faizané                 | 13 نقطة      |              |
| 3                     | ناتنايل بيرهانه              | Istanbul Büyükșehir Belediye Spor Türkiye ‏    | 12 نقطة      |              |
| 4                     | Anatolii Budiak ‏             | تيرينجانو سايكلنج تيم ‏                        | 9 نقطة       |              |
| 5                     | Anton Schiffer ‏              | بايك أيد ‏                                     | 8 نقطة       |              |
| 6                     | Cyrus Monk ‏                  | فريق الدراجات Q36.5 ‏                          | 7 نقطة       |              |
| 7                     | Alessandro Monaco ‏           | Team Solution Tech–Vini Fantini ‏              | 7 نقطة       |              |
| 8                     | Cedrik Bakke Christophersen ‏ | Unibet Tietema Rockets ‏                       | 7 نقطة       |              |
| 9                     | فيلي سميت                    | China Glory–Mentech Continental Cycling Team ‏ | 6 نقطة       |              |
| 10                    | Edoardo Zambanini ‏           | Bahrain Victorious                            | 6 نقطة       |              |
|                       |                              |                                               |              |              |
| مصدر: ProCyclingStats |                              |                                               |              |              |

## تصنيف الفرق

### الفرق حسب الوقت
| تصنيف الفرق حسب الوقت | تصنيف الفرق حسب الوقت                         | تصنيف الفرق حسب الوقت | تصنيف الفرق حسب الوقت |
| الفريق                | الفريق                                        | الوقت                 |                       |
| --------------------- | --------------------------------------------- | --------------------- | --------------------- |
| 1                     | فريق الدراجات Q36.5 ‏                          | 42 س 31 د 22 ث        |                       |
| 2                     | VF Group-Bardiani CSF-Faizané                 | + 6 ث                 |                       |
| 3                     | إيولو كوميت ‏                                  | + 45 ث                |                       |
| 4                     | أونو اكس برو سايكلنج تيم ‏                     | + 56 ث                |                       |
| 5                     | سويس ريسينغ أكادمي ‏                           | + 2 د 17 ث            |                       |
| 6                     | Unibet Tietema Rockets ‏                       | + 2 د 20 ث            |                       |
| 7                     | بنجوال باوليز ساوكس دبليو بي ‏                 | + 9 د 38 ث            |                       |
| 8                     | China Glory–Mentech Continental Cycling Team ‏ | + 9 د 43 ث            |                       |
| 9                     | Sabgal–Anicolor ‏                              | + 14 د 09 ث           |                       |
| 10                    | Bahrain Victorious                            | + 14 د 15 ث           |                       |
|                       |                                               |                       |                       |
| مصدر: ProCyclingStats |                                               |                       |                       |

## وصلات خارجية
- الموقع الرسمي
- لمحة عن سباق طواف أنطاليا 2024 على موقع  ProCyclingStats   (برو  سايكلنج  ستاتس) - إحصاءات  محترفي  الدراجات.
- طواف أنطاليا 2024 على موقع إحصائيات الدراجات الإحترافية (الإنجليزية)